# Applecross
Applecross, en gaélique écossais A' Chomraich qui signifie en français « Le Sanctuaire », est une péninsule du Royaume-Uni située dans le Nord-Ouest de l'Écosse. Le nom « Applecross » a au moins 1 300 ans et fait référence aujourd'hui au village du XIXe siècle situé face au bras intérieur (Inner Sound) au bord de la baie d'Applecross. De l'autre côté de ce bras se trouve Raasey, une île de l'archipel des Hébrides Intérieures. 

## Toponymie
Bien que sa consonance semble indiquer une origine germanique, par exemple du vieux norrois ou du scots, le toponyme anglais du Sanctuaire est en réalité bien antérieur à l’arrivée des Vikings. Il vient du gaélique Abarcrosain, qui signifie « embouchure du Crosan »,. D’origine picte, Crosain est l’ancien nom du fleuve qui traverse la vallée. La forme longue du toponyme gaélique moderne est a’ Chomraich Abrach, c’est-à-dire littéralement « le sanctuaire Abrach ». Les lieux étaient aussi appelés Comraich Maol Ruibhe, ou « Sanctuaire de Rufus » du nom du moine irlandais qui y avait fondé un monastère. Le suffixe gaélique abar- est assez commun en Écosse, surtout dans l’est. On le trouve par exemple dans Aberdeen, littéralement « l’embouchure du Don », un fleuve qui tire son nom d’une divinité. Il est possible qu’il y ait eu plus de toponymes en « Abar- » à l’ouest. Celui d’Abarcrosain est probablement resté à cause de l’isolement de cette vallée, qu’on ne pouvait aborder facilement que par la mer à l’époque du Dal Riata. La syntaxe gaélique confirme d’ailleurs la conception insulaire que les Gaels avaient des lieux. Normalement, on utilise la préposition ann ann/anns (« dans ») avec les vallées, par exemple « ann an gleann Nibhis » (« dans la vallée du Nevis », c.-à-d. dans le Glen Nevis). Mais dans le cas du Sanctuaire, on continue d’utiliser la proposition air (« sur »), qui s’utilise généralement pour les îles : on dit « air a’ Chomraich » (anglais : « in Applecross », français: « à Applecross ») exactement comme on dit « air an eilean sgitheanach » (anglais: « on Skye », français: « sur l’île de Skye »).

## Géographie

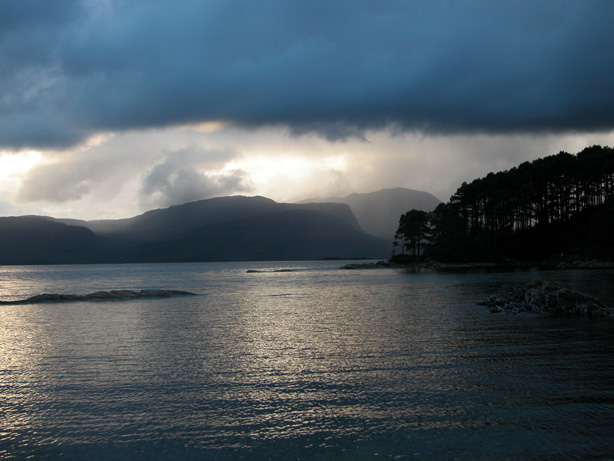
La péninsule d'Applecross vue depuis le loch Carron.

Applecross désigne plusieurs éléments géographiques de la région : le village d'Applecross, dénoté ainsi sur les cartes géographiques, est constitué d'une simple rangée de maisons bordant la mer et est appelé localement "Shore Street" ou "The Street". Le terme de "Applecross" désigne en fait toutes les autres implantations humaines de la péninsule, y compris Toscaig, Culduie, Camusterrach, Milltown, Sand, etc. Applecross est également le nom de la paroisse civile locale (civil parish, une unité administrative de petite échelle), comptant 544 habitants en 2001 et regroupant également les villages de Shieldaig et Torridon. La péninsule d'Applecross est extrêmement isolée et resta accessible uniquement par voie maritime jusqu'au début du XXe siècle. Par la suite, l'unique accès routier demeura longtemps une des routes les plus périlleuses d'Écosse, la passe du Troupeau (Bealach na Ba, Pass of the Cattle) qui traverse la péninsule et culmine à 626 m. Le village est dorénavant relié par une route côtière sinueuse en contournant les rives du bras intérieur (Inner Sound) et du Loch Torridon.

## Histoire
Applecross est l'anglicisation du nom gaélique Abarcrosain, qui signifie « embouchure du Crosan », nom picte originel du fleuve qui traverse la vallée. Historiquement, l'histoire de l'implantation humaine est liée à saint Máelrubai (forme irlandaise ancienne) ou Maelrubha, qui vint en Écosse en 671 depuis le monastère irlandais important de Bangor, dans le Comté de Down. Il fonda Aporcrossan en 672 dans ce qui était alors le territoire picte et fut le premier abbé du monastère jusqu'à sa mort le 21 avril 722 à l'âge de 80 ans. La mort de plusieurs de ses successeurs en tant qu'abbés est consignée dans les annales irlandaises jusqu'au début du IXe siècle. Le monastère initial était situé environ au même endroit que l'église paroissiale ultérieure (le bâtiment actuel fut érigé en 1817). La présence du monastère ancien est attestée par une large dalle ornée d'une croix qui se tient dans le jardin de l'église et trois fragments finement sculptés conservés dans l'église. Le district avoisinant est connu sous le nom de "Chomraich" ("sanctuaire" en gaélique). Ses frontières étaient autrefois indiquées par des croix. La base d'une d'entre elles, détruite en 1870 se tient encore parmi les bâtiments d'une ferme à Camusterrach.
La zone autour d'Applecross est tenue pour l'une des plus anciennes régions colonisées d'Écosse. L'implantation côtière de Sand, juste au Nord d'Applecross, est le lieu d'un site archéologique majeur. 

## Domaine d'Applecross
Le domaine d'Applecross (Applecross estate) s'étend approximativement sur 280 km2 et couvre la majeure partie de la péninsule. Dans la seconde moitié du XVIe siècle, les terres d'Applecross vinrent en possession d'Alexander MacKenzie (mort en 1650), fils illégitime de Colin Cam MacKenzie de Kintail. Après une brève interruption en 1715 et 1724 (une période de confiscation due au rôle joué par Applecross dans le soulèvement de 1715), le domaine resta la propriété des héritiers MacKenzie jusqu'au milieu du XIXe siècle, quand il fut vendu au Duc de Leeds. Au début des années 1860, le domaine fut vendu au Lord Middleton. À la mort du dixième Baron Middleton en 1924, le domaine fut vendu à la famille Wills. Le domaine est maintenant détenu par le Applecross Trust, une fondation écossaise s'étant donné pour but de préserver « le caractère particulier de la péninsule d'Applecross d'une manière responsable et progressive tout en reconnaissant son patrimoine naturel et l'importance de la région en tant que beauté naturelle exceptionnelle ». Le Applecross Trust est contrôlé par sept personnes et dirigé par Richard Wills de Andover, Hampshire. Aucun de ses membres n'habite à Applecross. 

## Économie
En juillet 2010, un investissement de £ 40 000 (plus de 56 000 € en novembre 2015) permit l'ouverture de la première station essence automatisée du Royaume-Uni. L'exploitation fut assumée par la Applecross Community Company en 2008 après des risques de fermeture. La seule alternative impliquait un trajet de 58 km jusqu'à Loch Carron.
Le BUTEC, centre d'essais sous-marins de la Royal Navy, est situé dans le Détroit Intérieur séparant la péninsule d'Applecross et l'île de Raasay.

## Dans la culture
En 2009, Applecross apparu dans le programme télévisée Monty Halls' Great Escale. Il y est également fait référence dans les écrits de Margaret Leigh, en particulier dans Driftwood and tangle. 